# James Bentley (rugby à XIII)

a Compétitions nationales et continentales officielles uniquement.

b Matchs officiels uniquement.
James Bentley , né le 19 octobre 1996 à Leeds (Angleterre), est un joueur de rugby à XIII anglais d'origine irlandaise évoluant au poste de deuxième ligne, troisième ligne ou talonneur dans les années 2010 et 2020. Il fait ses débuts professionnels avec Bradford en 2017 où il est formé. Il rejoint en 2018 St Helens et y remporte à deux reprises la Super League en 2019 et 2020. Il est prêté au cours de la saison 2019 à Leigh.
Ce joueur a la réputation d'être un excellent plaqueur ; ainsi lors de la finale de la Super League en 2020, il réalise près de 70 plaquages,.
Ayant des origines irlandaises, il dispute quelques rencontres internationales avec la sélection d'Irlande.

## Palmarès
- Collectif :
  - Vainqueur de la Super League : 2019[4], 2020 et 2021 (St Helens).
  - Finaliste de la Super League : 2022 (Leeds).
  - Finaliste de la Challenge Cup : 2019[4] (St Helens).

## En club

### Statistiques
| Saison | Club           | Compétition  | Matchs | Points | Essais | Goals | Drops |
| ------ | -------------- | ------------ | ------ | ------ | ------ | ----- | ----- |
| 2018   | St Helens RLFC | Super League | 3      | 0      | 0      | -     | -     |
| 2019   | St Helens RLFC | Super League | 16     | 8      | 2      | -     | -     |
| 2020   | St Helens RLFC | Super League | 16     | 16     | 4      | -     | -     |